# Melchiorre Gafa
Melchiorre Gafa entre d'altres diverses formes d'escriure el seu cognom: Cafà, Caffa, Gaffar o Gafar, de vegades també nomenat El maltès. (Birgu 21 de gener, 1636 - Roma, 4 de setembre de 1667) va ser un escultor maltès, actiu a Roma entre 1658 i 1667, on va ser un dels principals escultors barrocs del seu temps al costat de Gian Lorenzo Bernini, abans de morir prematurament per un accident de treball.

## Biografia
Cinquè fill del matrimoni format per Marco i Verònica Gafa, va ser batejat a Birgu el 21 de gener de 1636 sota el nom de Marcello (solament després de la seva partida a Roma, cap a 1658, es va començar a nomenar Melchiorre). Va ser el germà de l'arquitecte maltès Lorenzo Gafa. La seva infància i començament de la seva vocació és poc coneguda, segurament va ser protegit per un alt personatges de Malta, cavaller o religiós, però mai no s'ha trobat documentació sobre això.
Als 16 anys va fer algunes escultures per a la catedral de Siracusa i va continuar la seva formació al taller d'Ercole Ferrata, amb el seu mestre, es va traslladar a Roma el 1658, on el seu reconeixement com a escultor va ser ràpid i als dos anys de la seva arribada, va rebre el primer encàrrec important per Camillo Pamphili, un personatge rellevant de l'aristocràcia romana; es tractava d'un retaule amb el tema del martiri de Sant Eustaqui, realitzat en baix relleu en marbre, per a l'església de Santa Agnès en Agonia de la Piazza Navona. El 1662 ja era considerat com un mestre escultor, els dominics li van encarregar un retaule en honor de Santa Caterina de Siena. Quan Camillo Pamphili va encarregar el 1663. una Caritat de Sant Tomás de Villanueva, es va convertir en un dels escultors més destacats de Roma. Cap a 1665, l'ambaixador de l' Orde de Malta a Roma, diu de Gafa que és l'únic escultor que li pot fer por a Bernini.
L'any 1666 va tornar a Malta, on va passar quatre mesos. No només per a visitar à la seva família, especialment al seu germà Lorenzo, sinó també per aconseguir algunes comandes.
El 4 de setembre de 1667, quan treballava en la foneria de Sant Pere, per a un altar destinat a la cocatedral de Sant Joan a La Valletta, va tenir un accident per la caiguda d'una peça del model, que li va produir la mort una setmana després.

## Obres

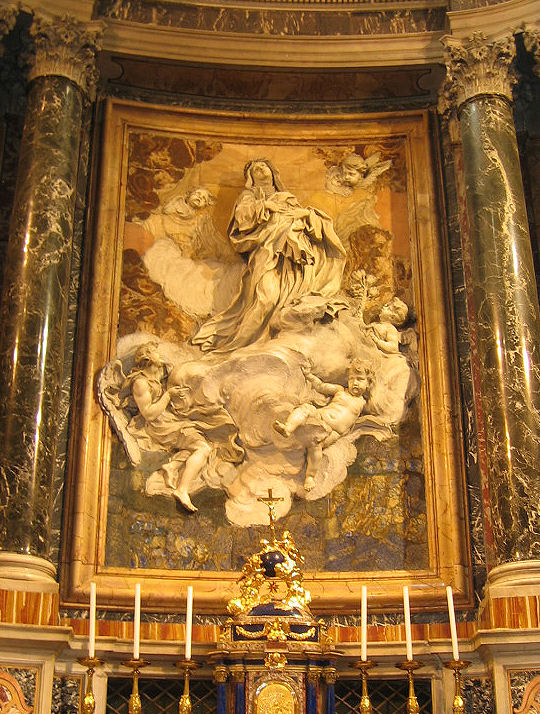
Èxtasi de Santa Caterina de Siena.

- Escultura de fusta de Sant Pau a la col·legiata de naufragi de St. Paul a La Valletta, 1659.[5]
- Verge del Rosari a l'església dels dominics de Rabat (Malta), 1660.[5]
- Estàtua de marbre de la mort de Santa Rosa de Lima a l'Església de Santo Domingo de Lima-
- El martiri de Sant Eustaqui, baix relleu en marbre, per a l'església de Santa Agnès en Agonia de la Piazza Navona. Completat després de la seva mort per Giovanni Francesco Rossi
- Caritat de Sant Tomàs de Villanueva, a la basílica de Sant Agustí a Campo Marzio, completat per Ercole Ferrata.[6]
- El Baptisme de Crist per a la cocatedral de Sant Joan.
- Èxtasi de Santa Caterina de Siena, a l'església de Santa Caterina a Magnanapoli, que va ser per llarg temps atribuïda a Gian Lorenzo Bernini.
- Bust del Papa Alexandre VII, realitzat en tres versions: una de terracota al Palazzo Chigi d'Ariccia, dues de bronze, uns al Museu Metropolità d'Art a Nova York i un altre a la catedral de Siena.
- Diverses obres, principalment terracotes, es conserven a diversos museus: Museu de l'Hermitage, Museu Nacional de Belles Arts de La Valletta, Palazzo Venezia a Roma, Fogg Art Museum, Victoria and Albert Museum, etc.